# بی‌ام‌پی-۳
بی‌ام‌پی-۳ نوعی خودرو جنگی پیاده‌نظام طراحی و ساخت ِشوروی است که در سال ۱۹۸۷ به عنوان جایگزین بی‌ام‌پی-۱ و بی‌ام‌پی-۲ معرفی شد. بی‌ام‌پی مخفف واژه روسی بویوایا ماشینا پخوتی (Боевая Машина Пехоты) به معنی خودرو جنگی پیاده‌نظام است که به نامی عمومی برای توصیف این گروه از خودروهای زره‌پوش جنگی تبدیل شده است. 
بی‌ام‌پی-۳ زره‌پوشی کاملاً متفاوت نسبت به دو زره‌پوش قبلی روس‌هاست و یکی از عجیبترین طراحی‌ها را در بین تمام زرهپوش‌های مدرن دارد. این خودرو از نظر قدرت آتش و قدرت تحرک اگر بهترین خودرو جنگی پیاده‌نظام دنیا نباشد یکی از بهترین‌هاست اما زره آن در سطح نفربرهای دهه ۱۹۶۰ و ۷۰ است و در نتیجه قدرت حفاظتی بسیار پایینی دارد. بی‌ام‌پی-۳ به یک توپ خان‌دار کم‌فشار ۱۰۰ م‌م مسلح است که هم گلوله‌های متعارف و هم موشک هدایت‌شونده ای‌تی-۱۰ استابر را شلیک می‌کند و ۴۰ گلوله و ۸ موشک در داخل خودرو برای آن حمل می‌شود. یک توپ مسلسل ۳۰ م‌م با ۵۰۰ گلوله با نواخت تیر ۳۵۰ تا ۴۰۰، یک تیربار ۷٫۶۲ پی‌کا با ۲۰۰۰۰ فشنگ همگی به صورت هم‌محور در برجک نصب شده‌اند و درجه بالاروی توپ اصلی بین +۶۰ تا -۵ درجه است. دو مسلسل پی‌کای دیگر هم به صورت کمانی در جلوی خودرو نصب شده‌اند و هر یک ۲۰۰۰ فشنگ دارند. 

## کاربران
- جمهوری آذربایجان - ۱۰۰ بی‌ام‌پی-۳ام

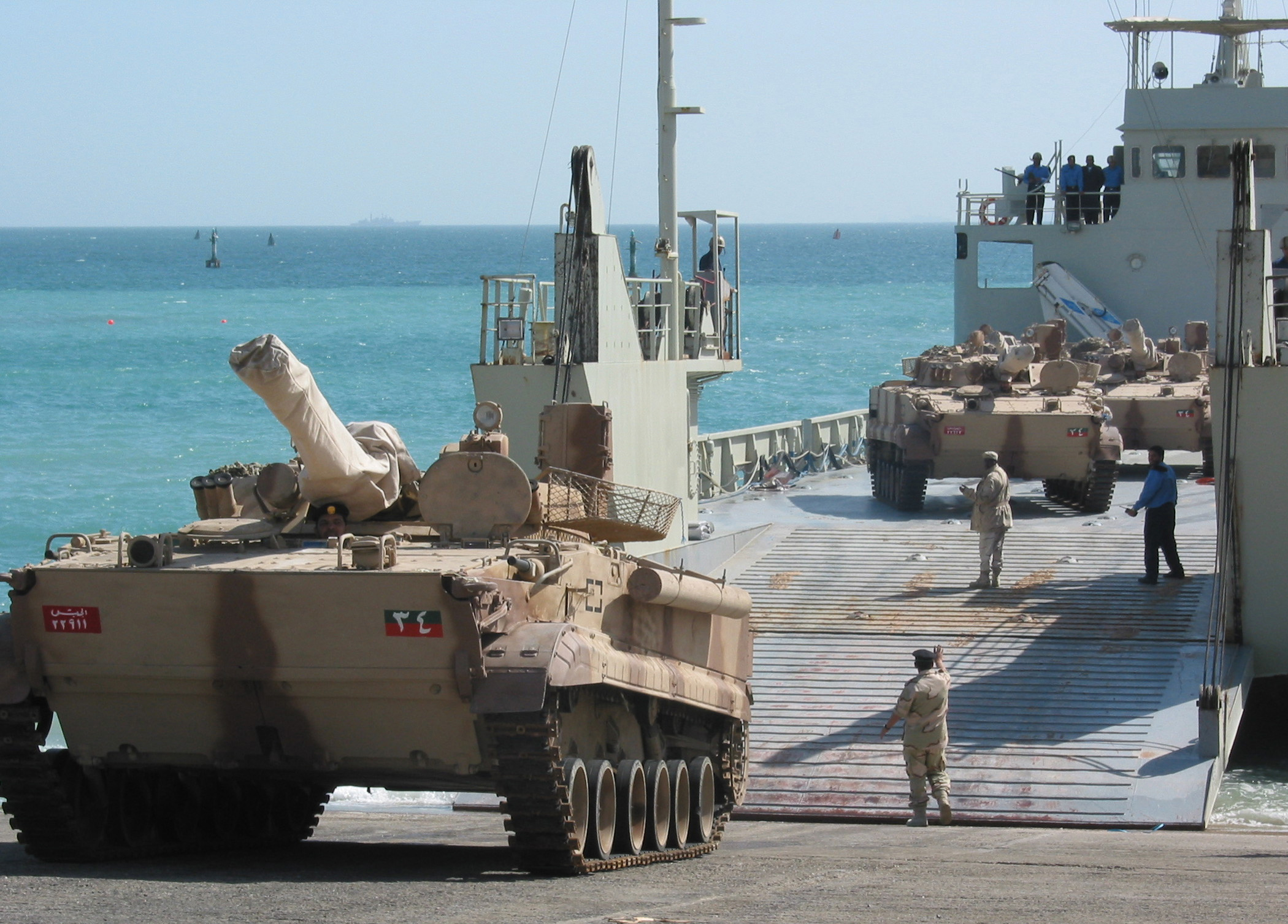
پیاده شدن یک بی‌ام‌پی-۳ اماراتی از کشتی نیروی دریایی آمریکا در بندر کویت

- قبرس - ۴۳ دستگاه تحویل در ۶-۱۹۹۵
- اندونزی - ۵۴ دستگاه بی‌ام‌پی-۳اف  تحویل در ۲۰۱۰ تا ۲۰۱۴
- کویت - ۱۱۸ دستگاه تحویل در سال‌های ۶-۱۹۹۵
- روسیه -۷۲۰ دستگاه[۱]
- کره جنوبی - ۳۳ دستگاه تحویل در ۷-۱۹۹۶ به جای بدهی‌های روسیه و ۳۷ دستگاه دیگر در ۲۰۰۵.[۲]
- لیبی - ۱۰ دستگاه در ۲۰۱۳[۳]۱۴ دستگاه شکارچی تانک[۴]
- اوکراین - ۴ دستگاه به جا مانده از دوران شوروی [۵]
- امارات متحده عربی -۶۵۲ دستگاه با اصلاحات و بهبود از جمله دید گرمایی جدید، زره جدید کاکتوس، و موتور یوتی‌دی-۳۲
- ترکمنستان - ۴دستگاه[۶]
- ونزوئلا - ۱۳۰ بی‌ام‌پی-۳ام, 10 بی‌ام‌پی-ال و تعدادی بی‌ام‌پی۳- کا (مدل فرماندهی) در سال‌های  ۲۰۱۲-۲۰۱۱ تحویل داده شد.[۲] [۷][۸]